# 澎湖縣農會
澎湖縣農會，前身為日治時期的澎湖廳農業會，創辦於明治43年（1910年），民國34年（1945年）改名澎湖縣農會及合作社聯合社，民國38年（1949年）12月10日全面改組，復更名為澎湖縣農會，最初寫作澎湖縣辳會:133，今隸屬中華民國農會，下轄馬公、湖西、白沙、西嶼、望安和七美等六個鄉市的農會辦事處。

## 沿革
台灣日治時期澎湖廳政府為增加農產稅收，明治43年（1910年）間成立澎湖廳農業會，並實施「養豬場改良事業計畫」，自台灣本島購入優良母豬，進行豬種改良，養豬業的產額獲得顯著提升，其他連養雞業的飼養雞隻及產蛋量也有所增長。農耕業則陸續從日本、台灣島引來優良種子，在澎湖種植的蔬菜、落花生、甘藷、粟、高粱進行試驗和改良研究。此外，尚有經營試作場、廣植木麻黃、銀合歡等防風林設置。
1945年，日本因第二次世界大戰戰敗撤退，國民政府接收台灣，澎湖廳農會被改名為澎湖縣農會及合作社聯合社。民國38年（1949年），政府整併農會及合作社的業務，自此定名為澎湖縣農會，而業務組織幾經變動，名稱仍沿用迄今。

## 組織
澎湖縣農會組織架構由「農事小組」和「會員代表大會」組成，入會者推選進入「監事會」與「理事會」的成員，從中再推選「總幹事」，其中「總幹事」澎湖縣農會組織的最高負責人。根據「農業會選舉罷免法」，參選總幹事需經候選人資格審核通過之後，全體會員無記名投票通過而成，但其餘理事長、常務監事等職位則是由「監事會」和「理事會」成員互選之。
民國106年（2017年）3月14日，澎湖縣農會進行第18屆農會幹部選舉，總幹事、理事長和常務監事為同額競選，分別由陳一正、葉文泉以及許明敏當選，其他如農事小組長、會員代表、理監事等選舉在內，亦是由同額競選的投票結果誕生。

## 幹部
澎湖縣農會總幹事自民國78年（1989年）第11屆起，便由陳一正當選連任迄今，民國106年（2017年）間第18屆選舉落幕為止，已創下八連霸的紀錄。此外，第18屆理事長為葉文泉、常務監事許明敏。
民國110年（2021年），澎湖縣農會進行第19屆改選，陳一正第九度當選總幹事，成為全臺灣農會總幹事任期最久的記錄；理事長王明忠、常務監事陳天想。

## 部門
澎湖縣農會設立有信用部、會務部、推廣部、保險部、供銷部、會計部、企劃查核部，總計七個部門；其中信用部、會務部、保險部等都設於馬公市大勇街30號的本部大樓，地下一樓則開設超市。
| 名稱                 | 電話       | 地址                  |
| -------------------- | ---------- | --------------------- |
| 澎湖縣農會大樓       | 06-9275335 | 馬公市大勇街30號      |
| 馬公超市店           | 06-9275338 | 馬公市大勇街30號      |
| 肥料倉庫             | 06-9211329 | 馬公市西文里97之13號  |
| 國軍副食 PC場        | 06-9213101 | 馬公市西文里97之13號  |
| 澎南超市店           | 06-9952500 | 馬公市鎖港里259號     |
| 湖西鄉辦事處         | 06-9921016 | 湖西鄉湖西村77之3號   |
| 湖西鄉超市店         | 06-9920322 | 湖西鄉湖西村160之11號 |
| 白沙鄉辦事處暨超市店 | 06-9931005 | 白沙鄉赤崁村375號     |
| 白沙鄉超市店         | 06-9933017 | 白沙鄉赤崁村375號     |
| 西嶼鄉辦事處暨超市店 | 06-9982352 | 西嶼鄉池東村101之5號  |
| 望安鄉辦事處暨超市店 | 06-9991960 | 望安鄉東安村4之6號    |
| 七美鄉辦事處         | 06-9971017 | 七美鄉中和村45號      |

## 其他
- 澎湖縣農會總幹事陳一正的胞姊為澎湖縣議會議長劉陳昭玲。[8]

## 圖輯

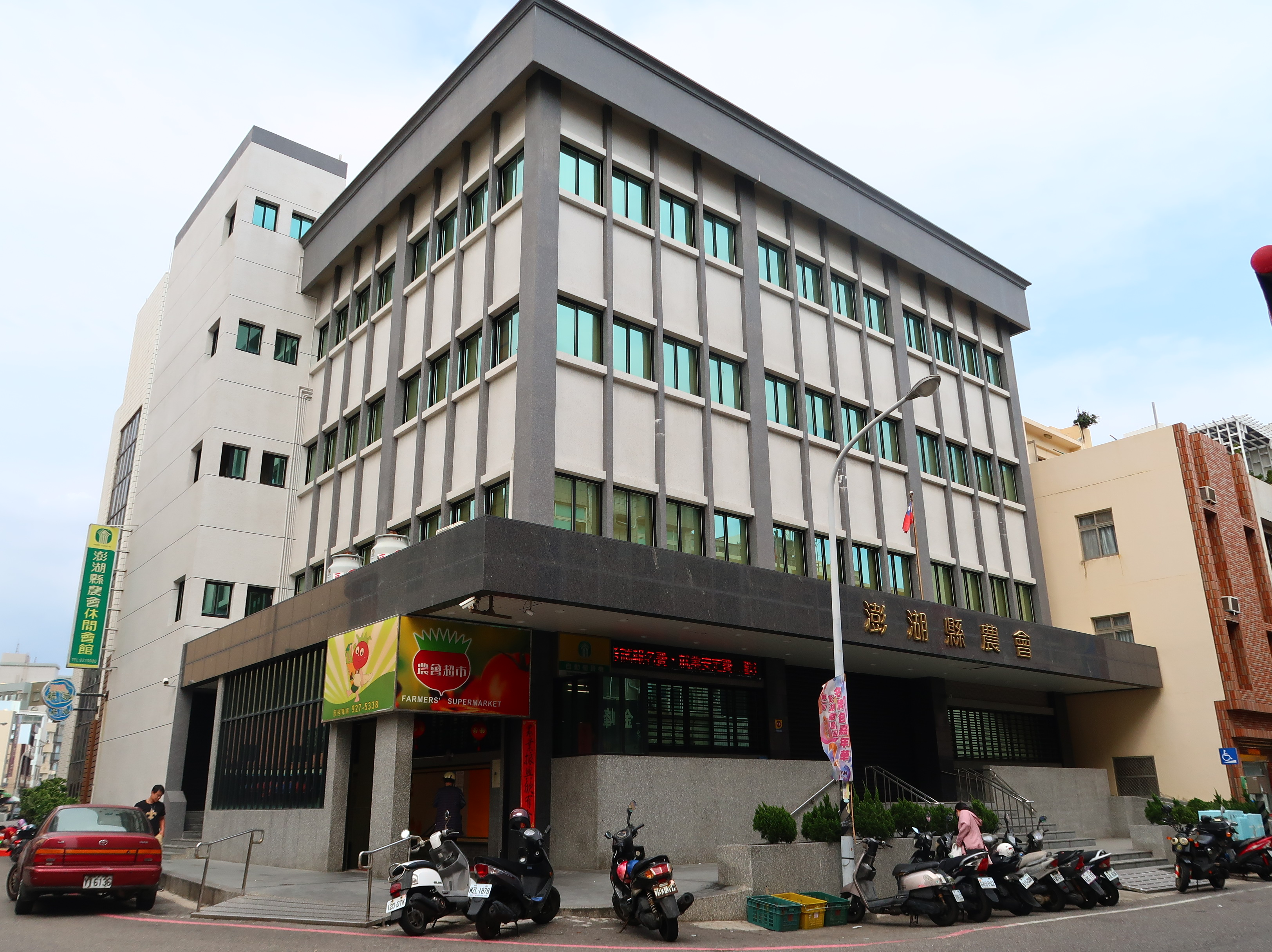
農會本部大樓
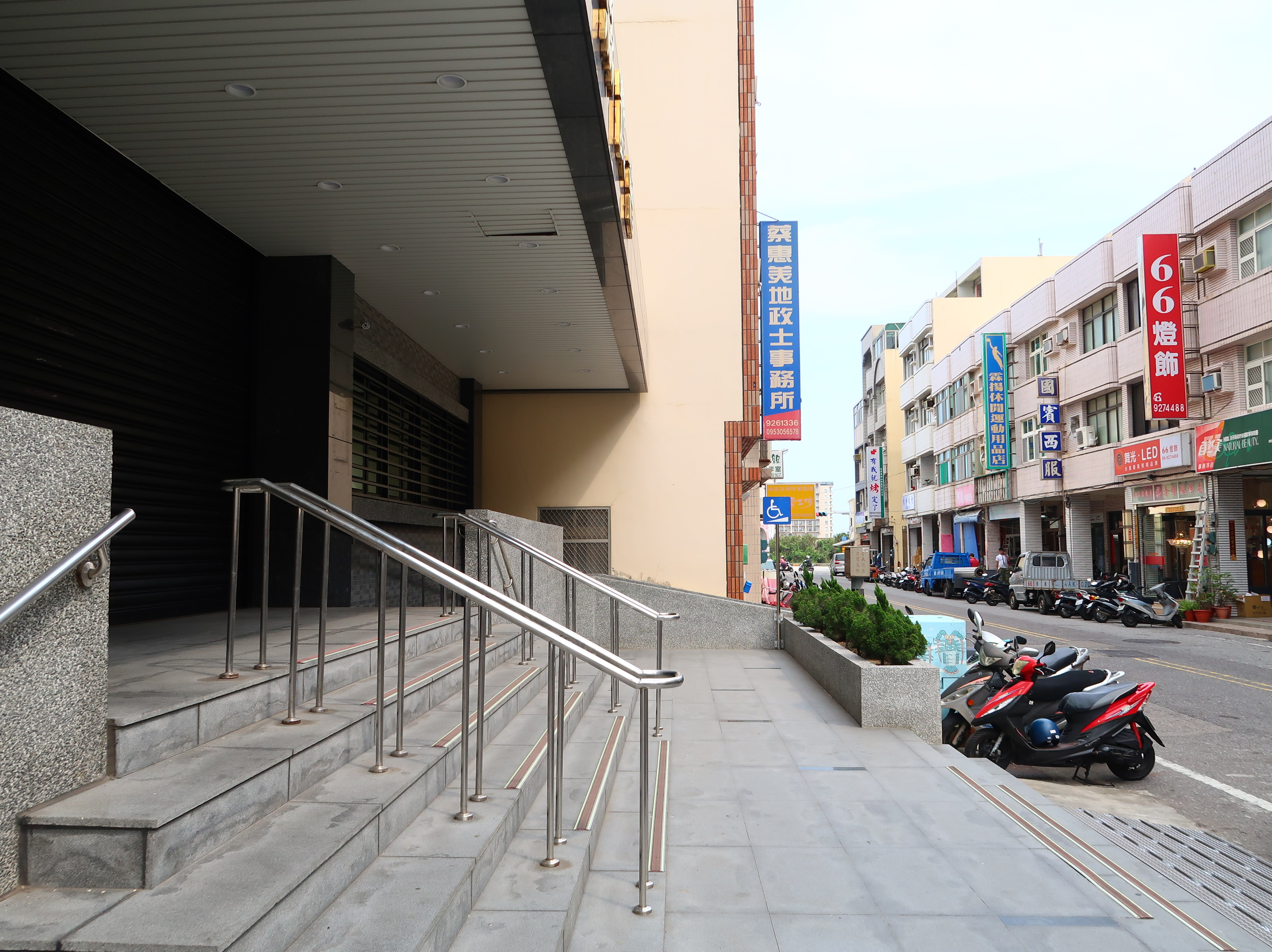
大勇街口
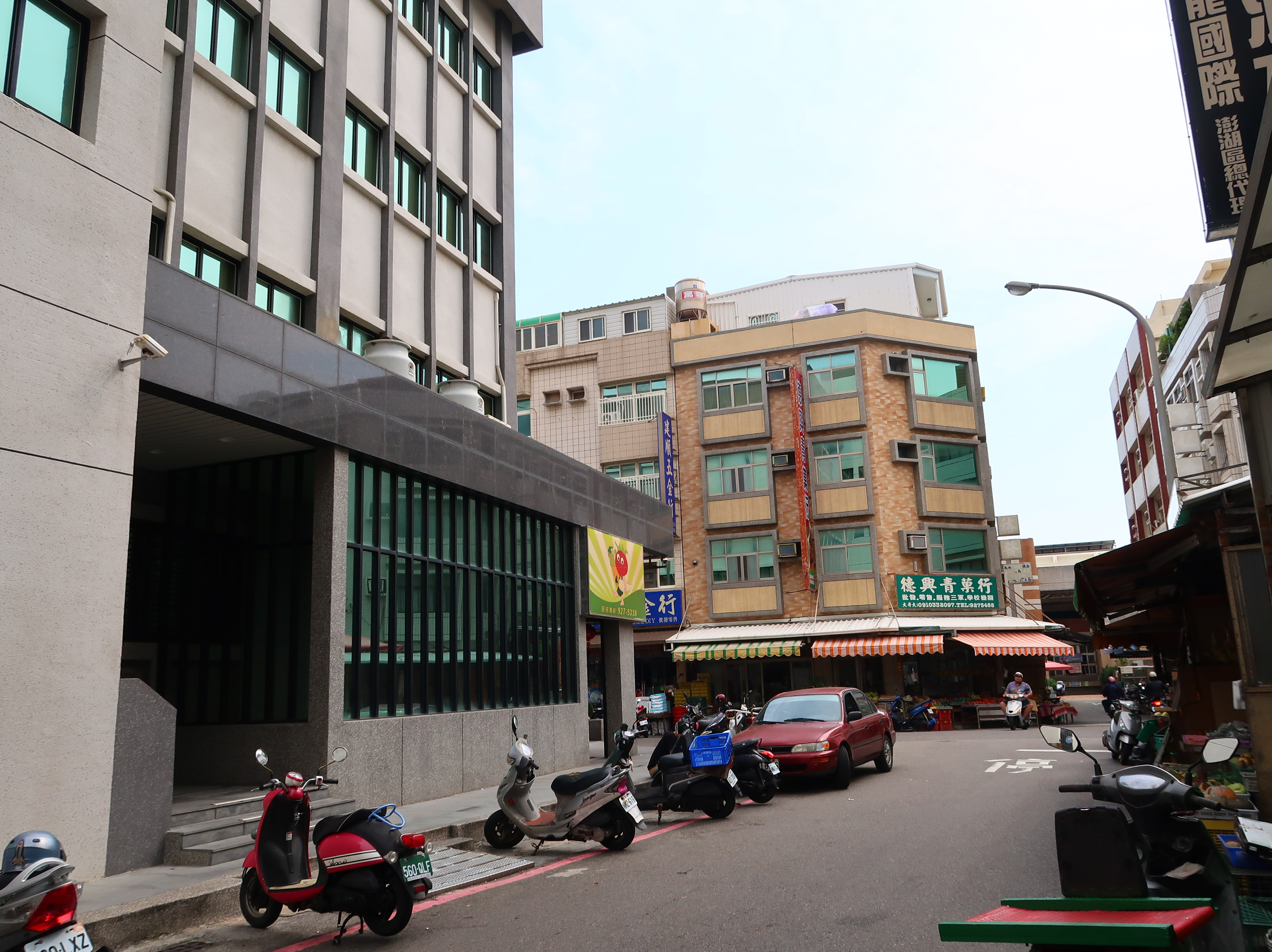
永安街口
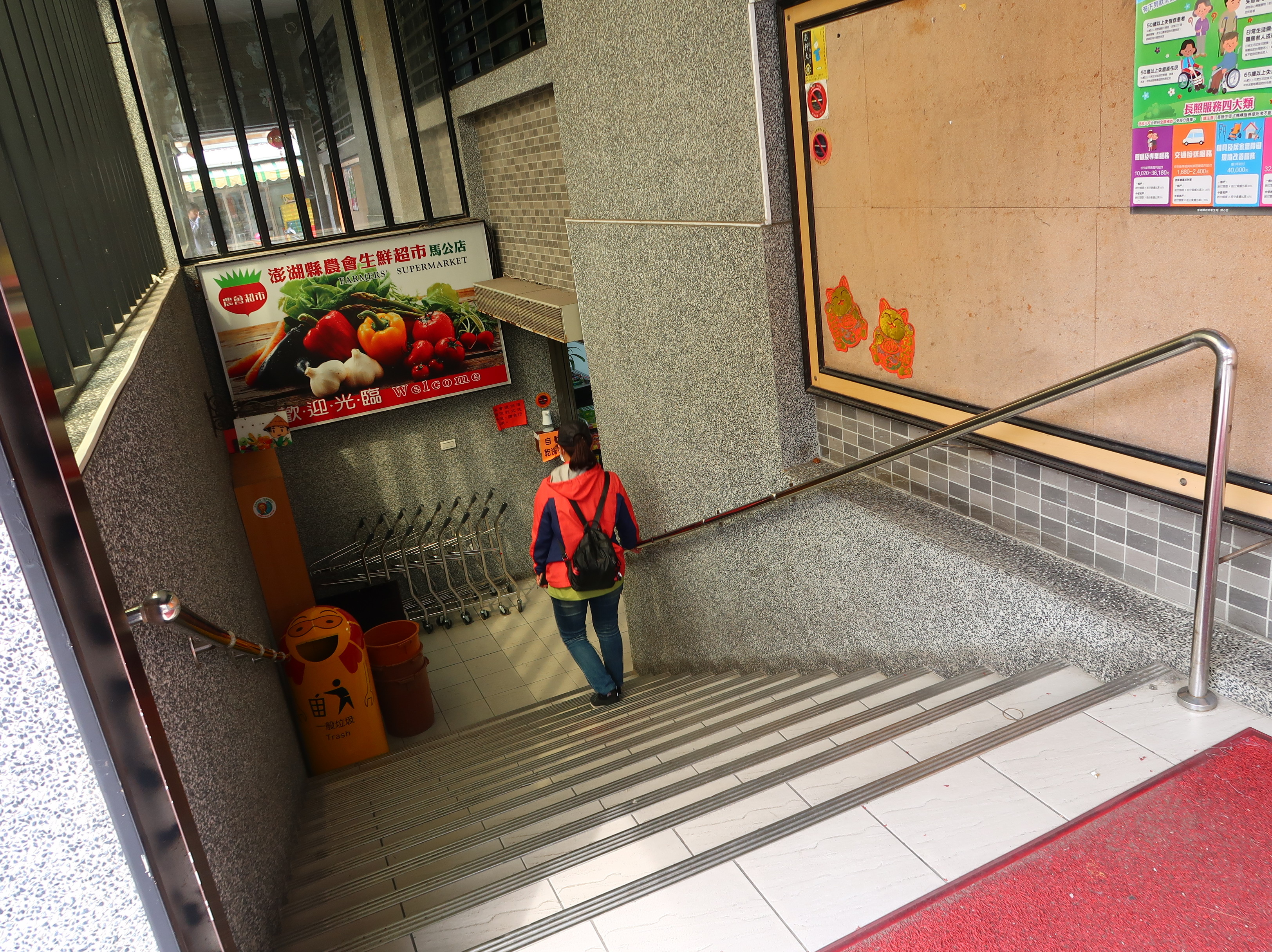
供銷部馬公門市入口
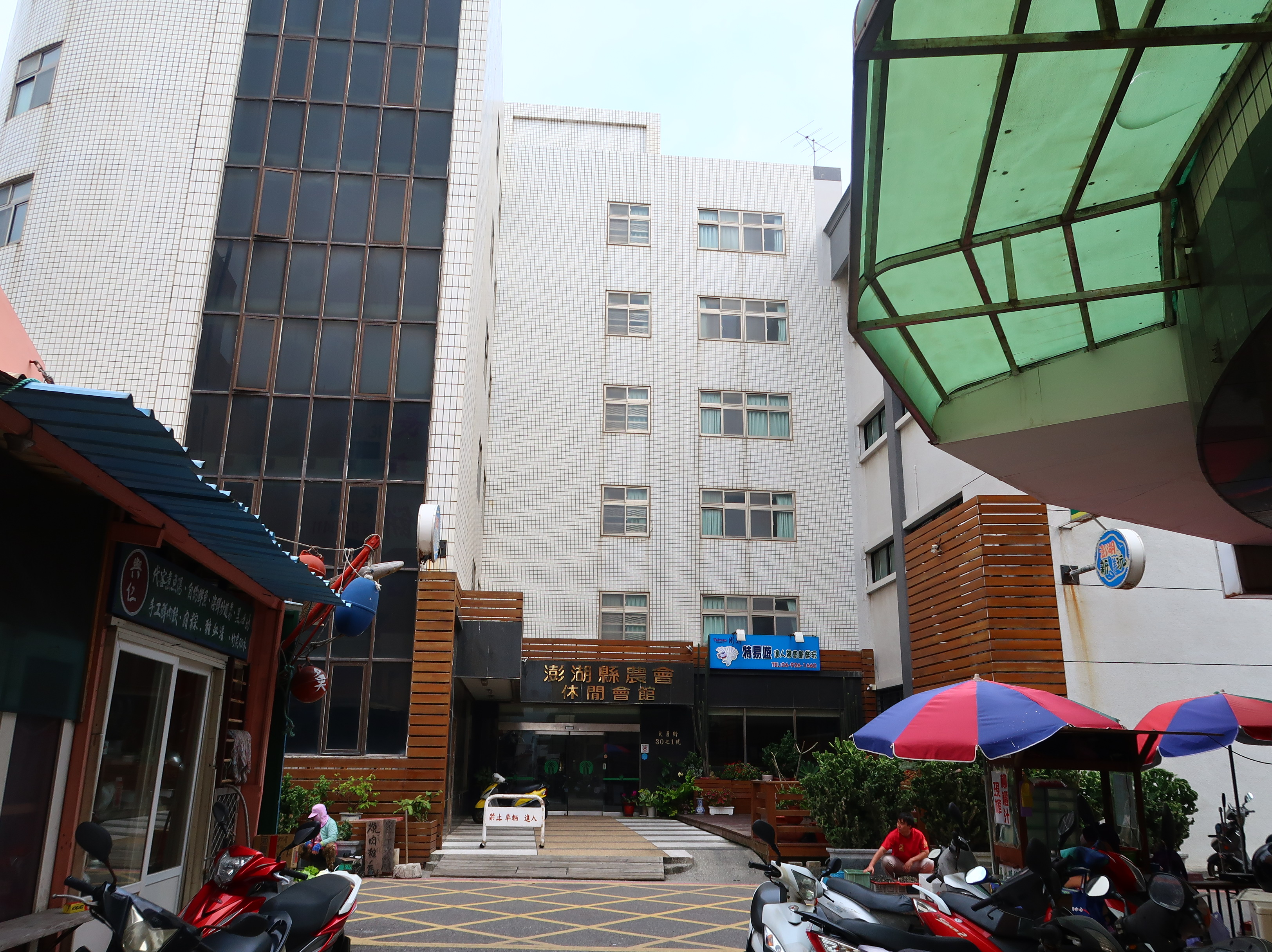
農會休閒會館（委外）

## 外部連結
- 澎湖縣農會的Facebook專頁
- 澎湖縣農會 （页面存档备份，存于）